# Alberto Toril
José Alberto Toril Rodríguez (Peñarroya-Pueblonuevo, Córdoba, 7 de julio de 1973) es un exfutbolista y entrenador español que jugaba como centrocampista. Fue, entre 2021 y 2025, entrenador de la sección femenina del Real Madrid Club de Fútbol, club en el que debutó profesionalmente y al que posteriormente se mantuvo ligado en labores de formación de los diferentes equipos de su cantera.
Destacada fue su labor al frente del Real Madrid Castilla C. F., primer equipo filial del club, con una racha de 19 partidos invicto a su llegada en 2011, con los que clasificó al equipo para el play-off de un ascenso que finalmente logró en la temporada siguiente, como campeón de su grupo y como campeón absoluto de la categoría 2011-12. Ya en la categoría de plata, logró la permanencia del equipo al terminar en el octavo puesto, pero fue relevado el 19 de noviembre de 2013. Posteriormente dirigió al Elche Club de Fútbol en Segunda División, para recalar en 2018 en el equipo Reserve filial del Guangzhou Evergrande de China.
Como futbolista, y concretamente mediocentro organizador, poseía un alto nivel técnico y un perfecto manejo del balón con ambas piernas. Versátil y polivalente, Toril podía jugar en varias posiciones del centro del campo e incluso, como líbero.[cita requerida] Varias lesiones graves de rodilla condicionaron su carrera hasta su retirada.

## Trayectoria como jugador
Era un centrocampista con un altísimo nivel técnico y un perfecto manejo del balón con ambas piernas. Versátil y polivalente, Toril podía jugar en varias posiciones del centro del campo e incluso, como líbero. Se desenvolvía a la perfección en la banda derecha y como mediapunta, aunque su posición natural era la de mediocentro organizador. Su gama de recursos era muy amplia: gran visión de juego, facilidad para asistir en largo, perdía pocos balones, desbordaba con facilidad, disparaba a puerta con ambas piernas y no iba mal de cabeza. Su principal defecto era la falta de agresividad en defensa, circunstancia, por otra parte, que se le podría achacar a la mayor parte de los futbolistas que tienen unas características como las suyas.
Empezó a jugar en el equipo cordobés del Séneca desde el que llegó al Castilla B en edad juvenil. Estuvo considerado como uno de los jugadores con más futuro en la cantera del Real Madrid, pero nunca 'explotó', en parte por culpa de las lesiones que han marcado su carrera. Benito Floro le dio la oportunidad de debutar en 1992 en Primera División con el Real Madrid. Una grave lesión le mantuvo de baja casi toda esa campaña 92/93.
En la temporada 94/95 fue cedido al Celta como parte del pago por Santiago Cañizares. En el Real Club Celta no dispuso de demasiadas oportunidades por parte de Carlos Aimar, en una temporada que siempre se recordará en Vigo por la crisis de los avales. El Espanyol pagó 50 millones de pesetas por él al Madrid en 1995. Su fichaje fue solicitado por Camacho, quien le había tenido dos años a sus órdenes en las categorías inferiores del Real Madrid. El club blanco se reservó una opción de compra que nunca hizo efectiva. En mayo de 1996 fue operado de la rotura del menisco externo y del ligamento cruzado anterior de la rodilla izquierda, lesión que le impidió jugar un solo minuto con el Espanyol en la temporada 1996/97.
Realizó la pretemporada de la campaña 97/98 con el Espanyol en Holanda, pero la oferta del Extremadura le llevó a cambiar de club poco antes de empezar la Liga. El técnico, Rafa Benítez, quien lo había tenido a sus órdenes en el Madrid, fue quién pidió su fichaje. El Extremadura, tras una temporada como cedido, compró su ficha. Llegó al Alba en julio de 2000 con la carta de libertad. Tras ser declarado transferible por el Extremadura, llegó a un acuerdo para rescindir su contrato con el club de Almendralejo.
Firmó con el Albacete hasta junio de 2002. En diciembre de 2000 se rompió los ligamentos de una rodilla y eso le hizo perderse casi el resto de la temporada. Tras otro año en el Albacete, acabó su contrato y, posteriormente ha pasado por clubes como Numancia, Cartagena y, últimamente Quintanar del Rey.

## Trayectoria como entrenador
Llegó al filial blanco a mitad de la temporada 2010/2011, en enero de 2011. Desde su llegada, los blancos se mantuvieron invictos durante 19 partidos. El balance fue de 15 victorias, 4 empates y 0 derrotas. Gracias a estos resultados se colocaron en el tercer puesto y entraron en los play-offs de ascenso, pero fueron eliminados por el CD Alcoyano. Pero finalmente conseguiría el ansiado ascenso tras ser campeón de su grupo en la temporada 2011-12 y tras vencer al Cádiz CF en los play-offs. Ya en la categoría de plata, el Castilla logró la permanencia al terminar en octavo puesto en la temporada 2012-13. Fue destituido el 19 de noviembre de 2013, con el filial madridista como último clasificado con 7 puntos en 14 partidos.
En la temporada 2016/2017 se convirtió en entrenador del Elche Club de Fútbol, aunque fue destituido en la jornada 36 tras una racha de malos resultados y perder contra la Unión Deportiva Almería en el Estadio Manuel Martínez Valero de Elche.
El 29 de noviembre de 2021 sustituyó a David Aznar (que logró unos históricos segundo puesto en Liga y cuartos final de la UWCL el primer año en Europa) como entrenador del primer equipo del Real Madrid Femenino. 

## Estadísticas

### Clubes
- 1988-1989: Real Madrid Juvenil
- 1989-1990: Real Madrid Juvenil Sub' 19
- 1990-1991: Real Madrid Juvenil Sub' 19 y Castilla
- 1991-1992: Real Madrid Castilla
- 1992-1994: Real Madrid
- 1994-1995: Real Club Celta de Vigo
- 1995-1997: RCD Espanyol
- 1997-2000: Club de Fútbol Extremadura
- 2000-2002: Albacete Balompié
- 2002-2003: Racing Club de Ferrol
- 2003-2004: CD Numancia
- 2004-2005: Quintanar del Rey

### Entrenador
- 2002-03: Racing Club de Ferrol (Juvenil Nacional)
- 2004-2005: Segundo entrenador del Quintanar del Rey
- 2005-06: Albacete Balompié (Cadete A)
- 2006-08: Albacete Balompié (Juvenil División de Honor)
- 2008-09: Área Técnica del Real Madrid y Real Madrid "C"
- 2009-11: Real Madrid Juvenil
- 2011-13: Real Madrid Castilla C. F.
- 2016-17: Elche Club de Fútbol
- 2018-21: Guangzhou Evergrande Reserve
- 2021-25.: Real Madrid Femenino

## Estadísticas
Estas son sus estadísticas como entrenador:
| Equipo               | Nacionalidad      | De          | A           | Historial | Historial     | Historial       | Historial | Historial | Historial | Historial | Historial |
| Partidos             | Ganados           | Empatados   | Perdidos    | Ganados % | Goles a Favor | Goles en Contra | +/−       |           |           |           |           |
| -------------------- | ----------------- | ----------- | ----------- | --------- | ------------- | --------------- | --------- | --------- | --------- | --------- | --------- |
| Real Madrid C        | Bandera de España | Mar 2009    | Jun 2009    | 12        | 7             | 4               | 1         | 58.33     | 21        | 10        | +11       |
| Real Madrid Juvenil  | Bandera de España | Jul 2009    | Ene 2011    | 57        | 43            | 7               | 7         | 75.44     | 157       | 52        | +105      |
| Real Madrid Castilla | Bandera de España | 4 Ene 2011  | 19 Nov 2013 | 100       | 56            | 21              | 23        | 56        | 216       | 113       | +103      |
| Elche CF             | Bandera de España | 28 Jun 2016 | 29 Abr 2017 | 38        | 12            | 9               | 17        | 31.58     | 50        | 57        | -7        |
| Total                | Total             | Total       | Total       | 207       | 118           | 41              | 48        | 57        | 444       | 232       | +212      |

Estadísticas actualizadas al último partido jugado a 28 de abril de 2017.

## Palmarés

### Como futbolista

#### Campeonatos nacionales
| Título              | Club        | País   | Año  |
| ------------------- | ----------- | ------ | ---- |
| Copa del Rey        | Real Madrid | España | 1993 |
| Supercopa de España | Real Madrid | España | 1993 |

### Como entrenador

#### Campeonatos nacionales
| Título                            | Club                 | País   | Año  |
| --------------------------------- | -------------------- | ------ | ---- |
| División de Honor Juvenil Grupo V | Real Madrid Juvenil  | España | 2010 |
| Copa de Campeones de Liga Juvenil | Real Madrid Juvenil  | España | 2010 |
| Grupo 1 de Segunda División B     | Real Madrid Castilla | España | 2012 |
| Segunda División B                | Real Madrid Castilla | España | 2012 |

#### Galardones individuales
| Distinción                                           | Año  |
| ---------------------------------------------------- | ---- |
| Premio Ramón Cobo, Comité de Entrenadores de la RFEF | 2012 |